# Schwarzkopf-Uakari

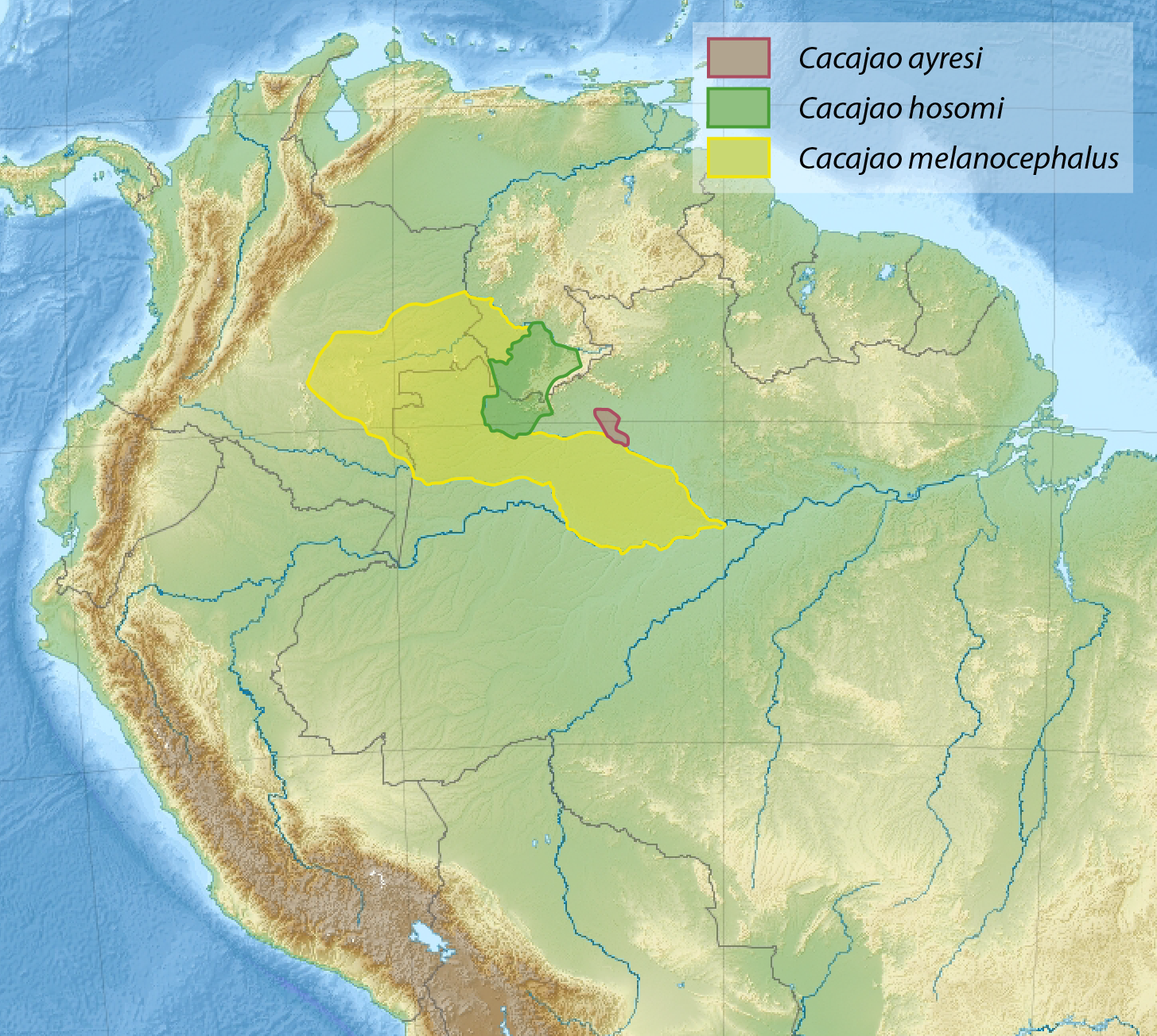
Gelblich – das Verbreitungsgebiet des Schwarzkopf-Uakaris

Der Schwarzkopf-Uakari (Cacajao melanocephalus) ist eine Affenart aus der Gattung der Uakaris innerhalb der Familie der Sakiaffen (Pitheciidae). Das Verbreitungsgebiet der Art liegt im nordwestlichen Brasilien, im südöstlichen Kolumbien und umfasst auch ein kleines Gebiet im südlichen Venezuela. Es liegt nordwestlich der Mündung des Rio Negro in den Amazonas und wird im Norden in Brasilien vom Rio Negro und in Kolumbien vom Río Guaviare, im Osten vom Río Casiquiare und im Süden vom Rio Japurá begrenzt.

## Merkmale
Die Kopfrumpflänge des Schwarzkopf-Uakaris beträgt 36 bis 55,5 Zentimeter, der Schwanz ist wie bei allen Uakaris deutlich verkürzt und misst 14 bis 15,5 Zentimeter. Das Gewicht beträgt 1,9 bis 2,6 Kilogramm. Das Fell ist lang und dick. Die Haare der Schulterregion sind verlängert und bilden einen deutlich sichtbaren Mantel. Kopf, Bart, Nacken, Schultern, Arme und Hände, sowie die Füße sind schwarz. Goldgelbe Haare im Schulterbereich liegen als dünner Überzug bis auf den hinteren Mantelbereich. Der mittlere und hintere Rückenbereich und die Oberschenkel sind rötlich.  Die Brust ist schwarz mit wenigen goldgelben Haaren dazwischen, der Bauch ist rotbraun. Die Ohren sind vollständig von Haaren bedeckt.
Verglichen mit den zwei anderen schwarzen Uakariarten hat der Schwarzkopf-Uakari das bunteste Fell und kann dadurch gut von diesen unterschieden werden.

## Lebensweise
Der Schwarzkopf-Uakari lebt in saisonal überfluteten Tieflandregenwäldern (Igapó-Wald) an den Ufern von Schwarzwasserflüssen, in Terra-Firme-Wäldern und in Trockenwäldern (Campinarana o. Campina Amazônica) mit ähnlicher Vegetation wie in der Caatinga. Die Affen nutzen alle Höhenschichten des Baumbestandes und gehen gelegentlich auf den Erdboden. Sie leben in großen Gruppen von bis zu Exemplaren mit zahlreichen Männchen und Weibchen. Große Gruppen teilen sich während des Tages und kommen am Tagesende wieder zusammen um gemeinsam zu schlafen. Bei ihren täglichen Wanderungen bewegen sie sich über eine Distanz von 50 bis 5000 Metern. Insgesamt verbrachte eine näher untersuchte Gruppe im Nationalpark Jaú 48 % der Tageszeit mit der Nahrungssuche und dem Fressen, 42 % mit der Fortbewegung und 5 % mit Ausruhen. Schwarzkopf-Uakaris  ernähren sich vor allem von den Samen hartschaliger Früchte, die in ihrem Lebensraum vor allem bei Flügelsamengewächsen, Hülsenfrüchtlern, Palmengewächsen, Sapotengewächsen, Topffruchtbaumgewächsen und Wolfsmilchgewächsen zu finden sind. Bei einer Untersuchung im Nationalpark Jaú wurde festgestellt, dass die Affen zu 68 % unreife Früchte und Samen fraßen, während reife nur einen Anteil von 11 % hatten. Blätter und Knospen machten 9 % der Nahrung aus, zu 8 % waren es Blüten und zu 4 % Gliederfüßer. Schwarzkopf-Uakaris fassen auch nach im Wasser treibenden Früchten oder gehen auf den Erdboden um keimende Samen und Käferlarven zu finden. In einem Fall wurde beobachtet, dass sie die Gelege von Süßwasserschildkröten plünderten und die Eier fraßen. Schwarzkopf-Uakari ziehen ihre Jungen zur Yeit des größten Fruchtangebots in den Igapó-Wäldern auf. Das ist in Brasilien von März bis Mai, in Kolumbien von Januar bis März.

## Systematik
Der Schwarzkopf-Uakari wurde 1812 durch den deutschen Forschungsreisenden Alexander von Humboldt unter der Bezeichnung Simia melanocephala erstmals beschrieben. 1823 beschrieb der bayerische Zoologe Johann Baptist von Spix eine weitere Uakariart mit goldgelbem Rückenfell als Brachyurus ouakary. Die Gattung Cacajao wurde 1840 durch den französischen Naturforscher René Primevère Lesson eingeführt. Lange Zeit wurde Spix Uakari dem Schwarzkopf-Uakari als Unterart zugeordnet. 2008 synonymisierten der Primatologe Jean Boubli und seine Mitarbeiter Brachyurus ouakary mit Cacajao melanocephalus. Boubli u. a. führten an, dass Humboldt sein Typusexemplar (das später verlorengegangen ist) deutlich mit gelblichem Rückenfell beschrieb und dass die Fundstelle nicht bekannt sei, da Humboldt das Tier von einem Einheimischen erwarb, der es als Haustier hielt. 2014 widersprachen Ferrari und Kollegen dieser Auffassung, konnten sich damit aber nicht durchsetzen. Die IUCN listet ihn seit 2021 nur noch Cacajao melanocephalus als valide Art und auch in anderen taxonomischen Datenbanken wird so verfahren.

## Gefährdung
Die IUCN listet den Schwarzkopf-Uakari als ungefährdet (Least Concern).